# Plavuš
Plavuš (makedonska: Плавуш) är en bergskedja i Nordmakedonien. Den ligger i kommunen Valandovo, i den sydöstra delen av landet, 110 kilometer sydost om huvudstaden Skopje. Den högsta punkten är 984 meter över havet.